# Oligotrichum novae-guineae
Oligotrichum novae-guineae là một loài Rêu trong họ Polytrichaceae. Loài này được (E.B. Bartram) G.L. Sm. mô tả khoa học đầu tiên năm 1971.